# Kościół Wniebowzięcia Najświętszej Maryi Panny w Baszkowie
Kościół Wniebowzięcia Najświętszej Maryi Panny w Baszkowie – rzymskokatolicki kościół parafialny należący do parafii pod tym samym wezwaniem (dekanat Zduny diecezji kaliskiej).
Jest to budowla w stylu klasycystycznym wzniesiona w 1829 roku. Ufundowana została przez Mikołaja Mielżyńskiego, ówczesnego dziedzica Baszkowa. Do zabytków świątyni należą: ołtarz główny z dużym krucyfiksem (z XVII wieku) a także z rzeźbami patronów Polski: św. Stanisława Biskupa Męczennika i św. Wojciecha, wykonanymi w 1919 roku przez Marcina Rożka.